# アウレリオ・マルティネス
アウレリオ・マルティネス（Aurelio Martínez、1969年9月26日 - 2025年3月17日）は、ホンジュラス生まれのミュージシャンで政治家。

## 来歴
ガリフナコミュニティの出身者でもあり、著名なガリフナの一人としても知られる。
自身のルーツであるガリフナ音楽に他の音楽要素を取り込んだサウンドを創造し、ワールドミュージックの分野で世界的に知られるようになった。
ホンジュラス初の黒人国会議員に選ばれた経歴も持つ。
2025年3月17日、ロアタン島のフアン・マヌエル・ガルベス国際空港近くで発生した海への墜落事件（アエロリネア・ランサ018便墜落事故）で、事故機の搭乗者名簿に載っているため、死去したとみられる。

## ディスコグラフィー
- Garifuna Soul (2004)
- Laru Beya (2011)
- Lándini (2014)[4][1]